# Boeing 367-80
O Boeing 367-80, ou Dash 80, assim chamado pela Boeing, foi um protótipo de avião a jato para transporte comercial e militar. Foi construído para demonstrar as vantagens do avião a jato para o transporte de passageiros em comparação aos aviões com motores a pistão.
O jato comercial Boeing 707 e o reabastecedor aéreo militar KC-135 derivaram do 
projeto do Boeing 367-80.

## Especificações (367-80)
Dados de: Boeing Aircraft since 1916.
Descrições gerais
- Tripulação: 3
- Comprimento: 39,97 m (130 ft)
- Envergadura: 39,88 m (130 ft)
- Altura: 11,59 m (38 ft)
- Área alar: 223 m² (2 400 ft²)
- Peso vazio: 41 870 kg (92 300 lb)
- Peso bruto (carregado): 86 360 kg (190 000 lb)

Motorização
- Número de motores: 4x
- Tipo do motor: Turbojato
- Fabricante/modelo: Pratt & Whitney JT3C
- Empuxo por motor: 10 000 kgf (22 000 lbf)

Performance
- Velocidade máxima: 937 km/h (582 mph)
- Velocidade de cruzeiro (Mach): 0.718 Ma
- Velocidade total em Mach: 0.759 Ma
- Velocidade total em Nó: 506 kn (937 km/h)
- Alcance: 5 683 km (3 530 mi)
- Razão de subida: 12,7 m/s
- Tecto de serviço: 13 110 m (43 000 ft)